# Gorakhnāth
Mahavatar Babaji Gorakshnāth (fl. XI secolo) è stato un filosofo indiano.

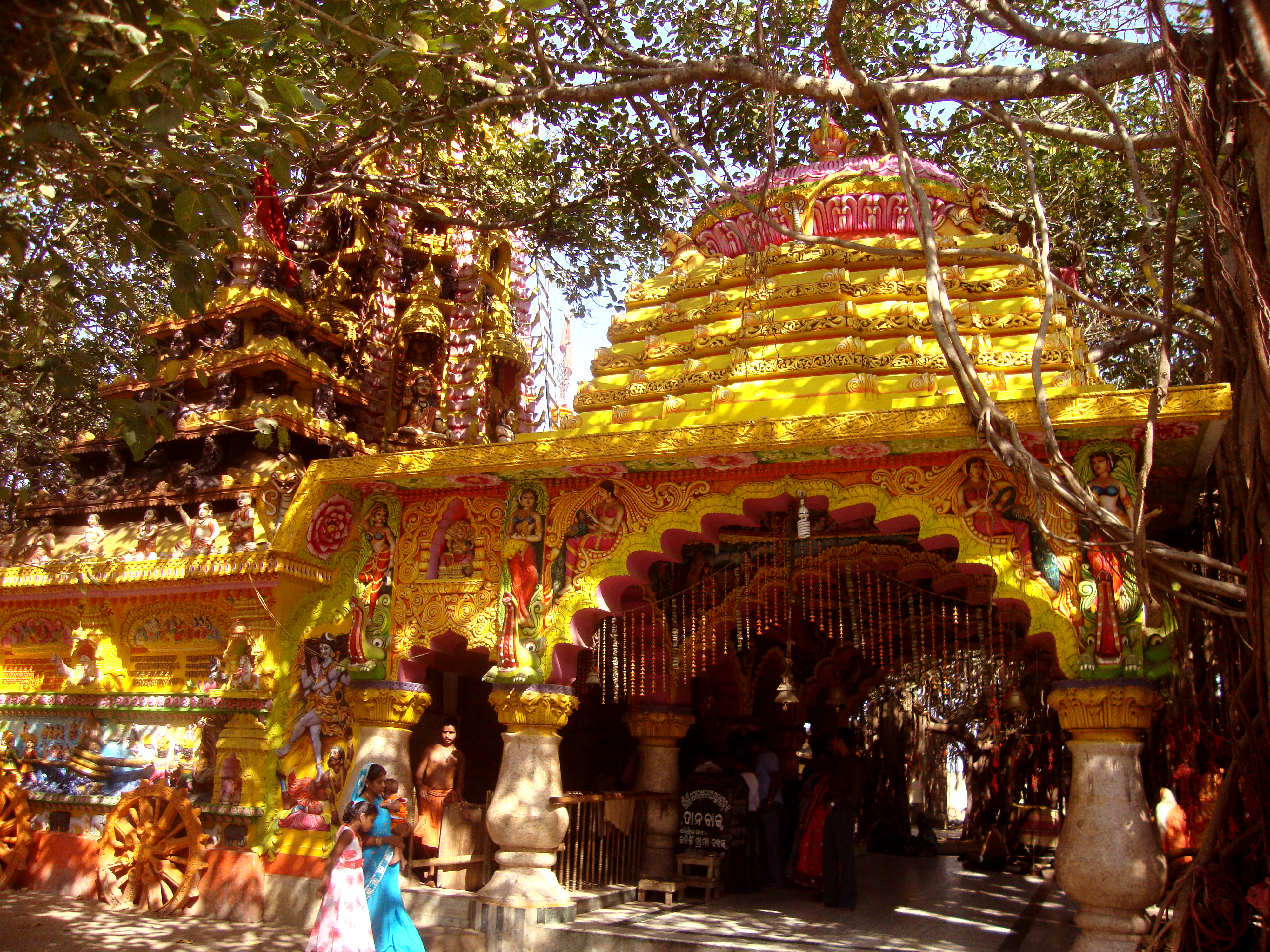
Esterno del tempio dedicato a Gorakhnāth presso Jagatsinghpur, nello stato di Orissa, India.

Ben poco si conosce, oltre le leggende, della vita di Gorakhnāth (trascritto anche come Gorakṣanātha, Gorakṣa o Gorakhnātha), vissuto (secondo alcune fonti scritte) fra il IX e il XII sec. e.v. nel Bengala. Egli è considerato la manifestazione umana del dio Śiva e fondatore dello Haṭha Yoga, la disciplina yogica adottata dai Nath e fondatore dell'ordine ascetico śaiva dei Kānphaṭa (orecchio forato), tuttora esistente. Gli si attribuiscono diverse opere tra cui lo Haṭhayoga pradipika e la Goraksaṣataka. 
I Nath Yogi credono che Goraksh Nath sia molto più di un Guru umano e ne tramandano la nascita soprannaturale, che esista prima della Creazione, in tutti e quattro gli Yuga e che viva ancora adesso. Testimonianze riportano di incontri con personalità vissute in epoche molto distanti tra loro, in un arco di tempo impossibile per l'essere umano ordinario. Mahayogi Gorakhnath non è legato ad un unico corpo fisico ed è in grado di lasciare il proprio corpo per entrare in altri o di crearne a suo piacimento per apparire quando è necessario proteggere il sanathan dharma. Egli è descritto come il figlio del vuoto (Sunyaputra), sfondo invisibile e potere ispiratore dietro la manifestazione di diversi santi, in diversi periodi della storia tra cui Kabir, Guru Nanak, Guga Pir, Raja Bhartrihari, Maometto e Gesù (Isai Nath)

## Leggende
Ci sono diverse leggende che narrano la nascita di Goraksha. Tra queste una particolarmente nota, tramandata dai Nath Yogi, descrive che Matsyendra Nath pregò il suo maestro Adinath (Shiva) chiedendo di poter avere l'onore di insegnare ad un allievo così spirituale da poterlo superare. 
Adinath (Shiva) rispose che non vi poteva essere nessuno più evoluto di Matsyendra se non Se stesso, pertanto decise di incarnarsi in un corpo umano. 
Fu così che una giovane contadina di umili origini, pregò Shiva per ottenere il suo primo figlio. Il Dio le consegnò della vibhūti in grado di concederle il dono di essere madre, ma lei, incredula, non utilizzò la cenere e la gettò sopra una montagna di sterco. Dopo dodici anni Matsyendra, grande maestro yoga, venuto a sapere della vicenda, si mosse alla volta della donna e la condusse alla montagna di sterco dove trovò un giovane di dodici anni, proprio suo figlio, ovvero Goraksha. Da quel giorno Goraksha divenne allievo di Matsyendra.
Goraksha aiutò in varie occasioni il maestro, ad esempio, tramutandosi in donna, ed andando a salvare il guru una volta che questi si era perso nei piaceri terreni in un harem.
In quanto avatar di Shiva egli è anche Ardhanariswara अर्धनारीश्वर (Dio uomodonna): le polarità maschile e femminile sono in perfetto equilibrio